# So mania
so_mania（ソーメイニア）は、SOUL'd OUTの5thアルバム。2012年8月29日にSMEレコーズから発売された。

## 概要
- オリジナルアルバムとしては約4年半ぶりとなるリリース。
- タイトル「so_mania」は、「＿」部分に好きなワードを入れてほしいという意味合いで付けられた。
- 2011年4月に発売したシングル『and 7』から2012年8月に発売された『Singin' My Lu』までのシングル曲を、カップリング曲を含めて全て収録（Remix曲「STEALTH II」は除く）。

## 収録曲
1. Kopernik (6:17)
2. quarter 5 (3:58)
3. UnIsong (5:42)
4. SUPERFEEL (4:54)
5. and 7 (4:31)
6. soooooooo_mania (6:35)
7. カーテン・コール (4:28)
8. BASTARD (5:18)
Shinnosukeによるインスト曲。
9. Stay Gold (5:07)
Bro.Hiのソロ曲。
10. Sue (3:19)
タイトルは「スゥ」と読む。
11. IMA (5:14)
タイトルは「アイエムエイ」と読む。
2004年に制作された楽曲であるが、Diggy-MO'曰く「何となく完成させていなかった」。
12. VELVET ROMANCE (4:10)
13. Singin' My Lu (5:40)
アニメ『超訳百人一首 うた恋い。』エンディングテーマ。
表記はないがアルバムバージョンであり、フェードアウトで終わる。

### DVD (初回仕様)
1. and 7
2. UnIsong
3. SUPERFEEL
4. Singin' My Lu